# Karina Canellakis
Karina Canellakis (New York, 1981) è una direttrice d'orchestra e violinista statunitense.
È conosciuta per essere diventata nel 2018 la prima donna direttore di un'orchestra olandese.

## Biografia
Nata a New York, di origini greche e russe, la Canellakis è cresciuta in una famiglia di musicisti. I suoi genitori si sono incontrati come studenti di musica alla Juilliard School. Suo padre Martin divenne direttore d'orchestra e sua madre Sheryl pianista. Ha studiato violino da giovane e suo fratello minore Nicholas violoncello. Continuò ufficialmente gli studi di musica al Curtis Institute, dove tra i suoi insegnanti c'era Ida Kavafian e si diplomò al Curtis nel 2004. Come violinista, ha suonato come membro della sezione della Chicago Symphony Orchestra ed è stata primo violino ospite con l'Orchestra Filarmonica di Bergen.
Dal 2005 al 2007, Karina Canellakis è stata violinista presso la Berlin Philharmonic Orchester-Akademie. Mentre si trovava a Berlino, Simon Rattle ha incoraggiato il suo crescente interesse per la direzione. Ha studiato formalmente direzione alla Juilliard School dal 2011 al 2013, dove ebbe come insegnante Alan Gilbert. Ha anche studiato direzione d'orchestra con Fabio Luisi, al Pacific Music Festival. Nel 2013 è stata la vincitrice della Taki Concordia Conducting Fellowship. Dal 2014 al 2016 è stata assistente alla direzione della Dallas Symphony Orchestra. All'inizio della sua carriera a Dallas, nell'ottobre 2014, si trovò come sostituta d'emergenza di Jaap van Zweden con la Sinfonia n. 8 di Shostakovich, senza prove. Il suo lavoro nella musica contemporanea ha compreso sia esibizioni che la direzione dell'International Contemporary Ensemble (ICE) e la direzione della prima dell'opera da camera The Loser di David Lang a settembre 2016.
Canellakis ha fatto il suo debutto come direttore d'orchestra europeo nel 2015 con la Chamber Orchestra of Europe, come sostituto d'emergenza per Nikolaus Harnoncourt. Nel 2016, è stata la vincitrice del Georg Solti Conducting Award. Il suo debutto come direttrice al The Proms è stato nel settembre 2017, che è stato anche il suo debutto con la BBC Symphony Orchestra.

## Radio Filharmonisch Orkest
Nel marzo 2018 la Canellakis è stato la prima ospite a dirigere la Radio Filharmonisch Orkest (RFO). Sulla base di questa apparizione, nel maggio 2018, la RFO ha annunciato la nomina della Canellakis come suo prossimo direttore principale, a far tempo dalla stagione 2019-2020, con un contratto iniziale di 4 anni. Questo appuntamento segna il primo posto orchestrale di Canellakis. È la prima donna a dirigere nel ruolo di direttore d'orchestra della RFO e la prima donna a dirigere come direttore d'orchestra principale di un'orchestra olandese.